# Église Saint-Victor de Dour
L'église Saint-Victor de Dour est une église néo-classique du XIXe siècle située à Dour dans la province de Hainaut en Belgique.

## Ancienne église

### Composition
Construite en briques, l'église était constituée d'une tour en façade datant de 1701, d'une triple nef de six travées sur des colonnes toscanes, d'un chœur de deux travées à chevet plat et d'un portail bordé d'un lamier appareillé en plein cintre.

### Mobilier
Le mobilier de l'église comprend une peinture sur toile La Remise des clefs à saint Pierre , un martyre de Sainte Barbe, une vierge espagnole habillée du XVIIIe siècle , trois autels à portique en chêne du XVIIIe siècle, deux confessionnaux néo-classiques en chêne du XVIIIe siècle et la Chaire de vérité de Louis XIV (fin XVIe siècle).

### Démolition
Lors de la démolition de l'ancienne église le 24 août 1844, des ouvriers découvrent, sous le sol de la rue, en face du clocher, 2 sarcophages contenant un riche mobilier funéraire resté intact. Il s'agissait de tombes d'un seigneur carolingien et de sa femme.

## Église actuelle

### Construction
Le début des travaux commence le jeudi 9 mai 1844. Le dimanche 26 octobre 1845, le conseil de fabrique installe le clergé dans l'église. Achevée en 1845, celle-ci ne convient pas aux édiles qui songent vite à la remplacer.
En 1857, les toitures sont déjà endommagées, celle du clocher sera réparée en 1860. Les dégâts de charbonnages provoquent des lézardes. En 1883, les toitures du clocher  et du chœur sont remises en état mais de nouvelles dégradations viennent s'ajouter la même année, dues aux travaux miniers.
En 1905, le Doyen Cambier dit de son église que c'est « une vraie grange percée de fenêtres » et souhaite son remplacement par « un superbe temple avec façade sur la place ». Les couvertures d'ardoises sont de nouveau délabrées à cause d'une tempête. En raison des hostilités de 1914, les travaux seront reportés.
En 1918, le carrefour de l’Épine est bombardé par les allemands. L'église, étant située non loin, est touchée elle aussi.
« Je vous ai dit mon opinion au sujet du caractère provisoire de notre église : on constate que bien des provisoires ont la vie plus dure que des définitifs » rappelle Mr le Doyen Haumont au Bourgmestre en 1920. Les réparations ne sont réalisées qu'en 1923.
En juillet 1932, des éternits remplaceront une partie des ardoises à la suite d'une énième plainte du doyen. Les ouvriers entament le travail qui n'est toujours pas terminé en 1937.